# Ansérine
Pour les articles homonymes, voir Ansérine (homonymie).
L'ansérine (N-β-alanyl-3-méthyl-L-histidine) est un dipeptide présent dans les muscles squelettiques et le cerveau des mammifères. C'est un antioxydant qui préserverait de la fatigue.

## Structure et propriétés chimiques
L'ansérine est constituée d'une molécule de β-alanine reliée par une liaison peptidique à une molécule de méthylhistidine (dérivé méthylé de l'histidine).
Le pKA du cycle d'imidazole de l'histidine est de 7,04, ce qui en fait un tampon efficace à pH physiologique.